# Codex Runicus

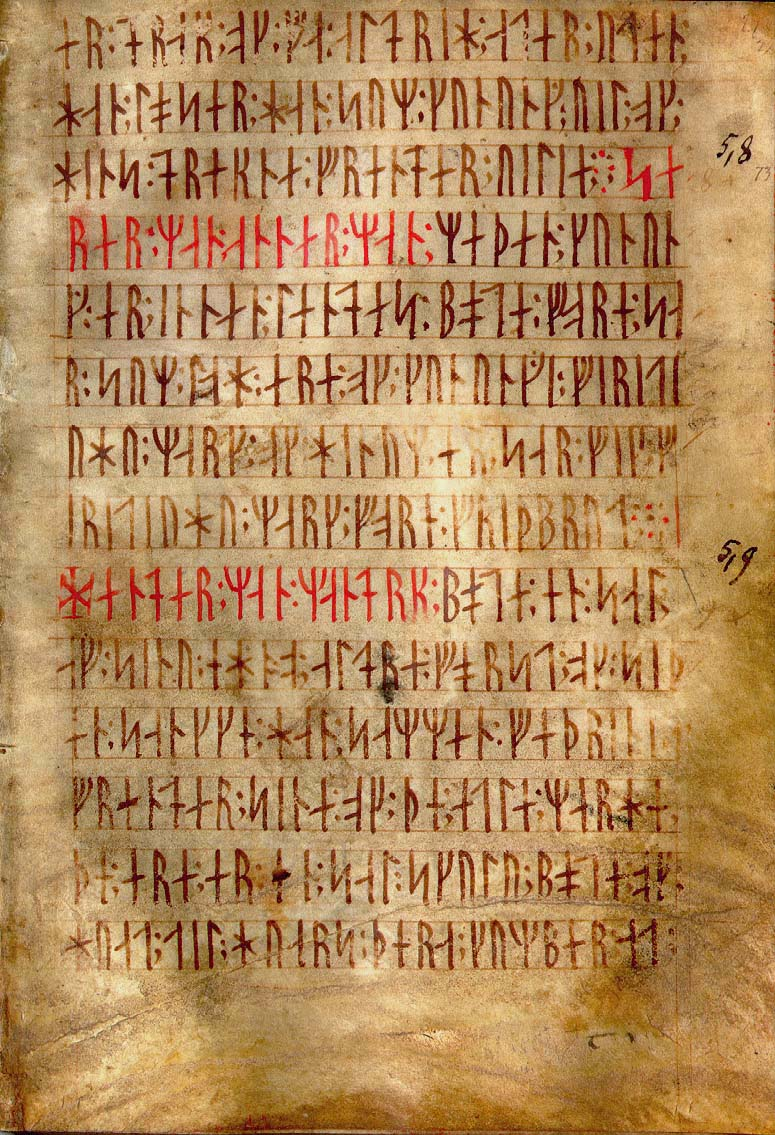
hoja (f. 27d.) del Codex Runicus, un manuscrito en pergamino del año 1300, contiene ley provincial nórdica más antigua que se conserva: la ley de Escania.

El Codex Runicus es un códice de 202 páginas escrito en runas medievales alrededor del año 1300. Contiene la ley provincial nórdica más antigua que se conserva: la ley de Escania (Skånske lov) referente a la tierra danesa de Escania. El codex runicus es uno de los pocos textos rúnicos encontrados en pergamino. Las iniciales del manuscrito están pintados en varios colores y las rúbricas son rojas. Cada runa corresponde a una letra del alfabeto latino.

## Manuscritos Rúnicos
El Códex Runicus está considerado por muchos estudiosos como un resurgimiento nostálgico del uso de las runas y no un proceso natural de la escritura nórdica de la época Vikinga hacia la escritura latina de la Edad Media.
Un uso silmilar de las runas en un manuscrito escandinavo de esta época es solo conocido por el pequeño fragmento SKB A 120, un texto religioso acerca de las lamentaciones de María al pie de la cruz. Los dos manuscritos son similares en como las runas están formadas y también en el lenguaje que se utiliza, por lo que se ha sugerido que los dos documentos fueron realizados por el mismo escribano escanio. Algunos eruditos sostiene que los dos fueron escritos en el scriptorium del monasterio cisterciense de Herrevad en Escania, aunque esta idea es discutida.
Algunos historiadores han considerado la posibilidad de que el códice sea un fragmento o resto de una colección sustancial de manuscritos rúnicos escandinavos, eliminados durante la destrucción de monasterios y bibliotecas que siguió a la Reforma Protestante. Esta idea se soporta en los reportes escritos de Olaus Magnus, un eclesiástico católico activo durante el siglo XVI en Upsala, Suecia, que abandonó el país durante la Reforma. De acuerdo con Olaus Magnos, había muchos libros escritos con runas en importantes centros religiosos de Suecia, como Skara y Upsala, antes de la Reforma. Algunos historiadores han cuestionado la exactitud de este informe.

## Contenido del códice

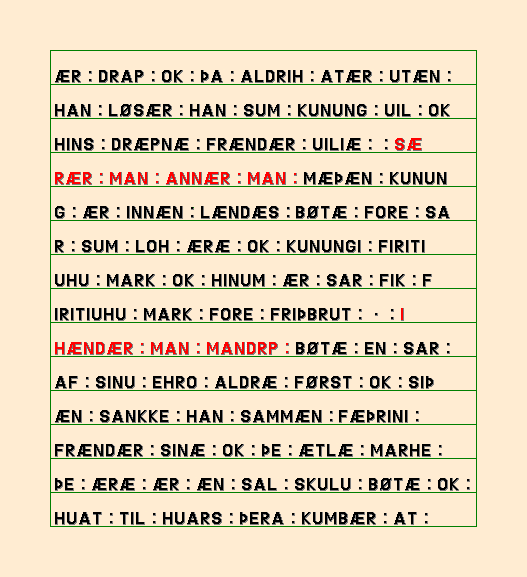
Ejemplo de la página del códice escrito con letras latinas. Para la comprensión del lector.

El manuscrito tiene tres partes principales: La ley Escania (folios 1- 82), la ley Escania eclesiástica (folios 84-91) una crónica de las mónarquias danésas tempranas (folio 92-97) y una descripción de la frontera entre Dinamarca y Suecia (folios 97-100). La ley eclesiástica de Escania (Skånske Kirkelov) es un acuerdo detallado de la administración de justicia de acuerdo con los escanios y el arzobispo de Lund a finales del siglo XII. Las dos leyes están escritas por la misma mano, pero el material no-legal del códice, que inicia en la hoja 92 se cree que fue agregado por otra mano, en una fecha posterior. La sección histórica consiste en un fragmento de la lista de reyes danéses y comenzando con la crónica el legendario rey danés
Hadding hijo de Frode y terminando con Erico VI de Dinamarca. Posterior a los documentos históricos se encuentra la descripción de la frontera más antigua entre Suecia y Dinamarca (referido como el "asentamiento de Daneholm"). En la última hoja del Codex Runicus es un verso con notación musical - la primera notación musical escrita en escandinavia-.Es la evidencia más temprana de la música secular de Dinamarca, una notación no-rítmica en tetragrama.

## Transliteración

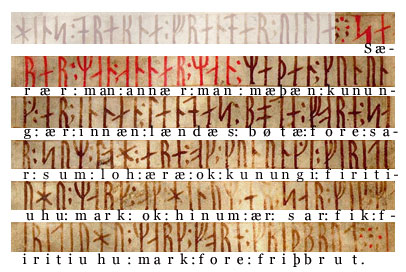
Transliteración de f.27i de la primera rúbrica.

Como otras manifestaciones en la historia de Escandinavia de runas medievales, el alfabeto rúnico del Codex Runicus contiene un signo para cada fonema en el lenguaje. La variante punteada fue introducida en orden de separar la k muda de la correspondiente consonante sonora g. Las nuevas runas introducidas para los sonidos de las vocales también aparecen en el códice.
En el texto de la página 27i, de la primera rúbrica (línea 3) se lee:
"Særær man annær man mæþæn kunung ær innæn lændæs bøtæ fore sar sum loh æræ:ok kunungi firitiuhu mark ok hinum ær sar fik firitiuhu mark fore friþbrut."
(si un hombre hiere a otro hombre mientras el rey está en la provincia el deberá pagar una multa por la herida de acuerdo con la ley, y 40 marcos al rey y 40 marcos por romper la paz al que fue herido)
El verso con las notaciones musicales son las dos primeras líneas de la canción popular Drømte mig en drøm i nat (yo soñe un sueño la noche pasada) sobre una chica que sueña que se convierte en una mujer rica. La melodía es bien conocida por todos los daneses, siendo usada como una señal de intervalo en la radio danesa desde 1931.
La sección con el verso y las notas musicales está en la última sección y se leen:
Drømde mik en drøm i nat (yo soñe un sueño la noche pasada)
um silki ok ærlik pæl (de seda y pieles finas)
El Codex Runicus tiene la marca AM 28 8.º y es parte de la colección Arnamagnæan de manustritos en la Universidad de Copenhague, Dinamarca.

## Lectura adicional
- Brøndum-Nielsen, Johannes; Aakjær, Svend; Jørgensen, D.J. (1933). Skånske lov, Danmarks gamle landskabslove, Bd. I. København. pp. 1-199.